# Seleção dos Estados Unidos de Basquetebol Masculino
A seleção americana de basquetebol é a seleção nacional que representa os Estados Unidos da América em competições internacionais organizadas pela Federação Internacional de Basquetebol (FIBA). Sempre foi composta por boas equipes, seja com atletas amadores ou profissionais. São os atuais campeões olímpicos e mundiais.
A equipe é a mais bem sucedida da história do basquete mundial, ganhando medalhas em todos os 18 torneios olímpicos que competiu, 16 delas de ouro. Duas de suas equipes campeãs entraram para o Memorial Naismith Basketball Hall of Fame em agosto de 2010 são elas, a equipe de 1960, que contou com seis atletas no Hall da Fama (4 jogadores, 2 treinadores), e o Dream Team ("Time dos Sonhos") de 1992, com 14 no Hall da Fame (11 jogadores, três treinadores). Os Estados Unidos estão atualmente classificado em primeiro lugar no ranking da FIBA.

## 1992 Jogos Olímpicos (Barcelona) - ODream Team
Em 1989, a FIBA , órgão internacional de basquete, permitiu que os jogadores profissionais da NBA participassem dos Jogos Olímpicos pela primeira vez. Antes dos Jogos Olímpicos de Verão de 1992, apenas profissionais europeus e sul-americanos foram autorizados a jogar nas Olimpíadas.
A equipe montada pela USA Basketball para o torneio em Barcelona, em 1992, foi uma das coleções mais ilustres de talento reunidos na história do esporte . Dos 12 jogadores do time, 10 foram nomeados em 1996 entre os 50 maiores jogadores da história da NBA. Magic Johnson e Larry Bird atuaram como co-capitães.
Devido as estrelas, os jogos da equipe geralmente eram caracterizados por equipes adversárias pedindo fotos e autógrafos antes do jogo  a seus ídolos. O Dream Team venceram todas as partidas com folga, com a diferença mínima sendo 32 pontos na final contra a Croácia. Michael Jordan e Scottie Pippen se tornaram os primeiros jogadores a ganhar tanto o campeonato da NBA e a medalha de ouro olímpica no mesmo ano, feito igualado por LeBron James em 2012 e por Kyrie Irving em 2016.

## Medalhas
- Jogos Olímpicos
  -  Ouro (17): 1936, 1948, 1952, 1956, 1960, 1964, 1968, 1976, 1984, 1992, 1996, 2000, 2008, 2012, 2016, 2020 e 2024
  -  Prata (1): 1972
  -  Bronze (2): 1988 e 2004

- Campeonato Mundial
  -  Ouro (5): 1954, 1986, 1994, 2010 e 2014
  -  Prata (3): 1950, 1959 e 1982
  -  Bronze (4): 1974, 1990, 1998 e 2006

- Jogos Pan-americanos
  -  Ouro (8): 1951, 1955, 1959, 1963, 1967, 1975, 1979 e 1983
  -  Prata (3): 1987, 1995 e 1999
  -  Bronze (4): 1991, 2011, 2015 e 2019

- Copa América
  -  Ouro (7): 1992, 1993, 1997, 1999, 2003, 2007 e 2017
  -  Prata (1): 1989
  -  Bronze (1): 2022

## Elenco atual -Jogos Olímpicos de Verão de 2020[1]
| # | Nome            | Posição                 | Idade | Altura          | Clube atual            |
| - | --------------- | ----------------------- | ----- | --------------- | ---------------------- |
|   | Kevin Durant    | Ala / Ala-Pivô          | 32    | 6'10'' (2.10 m) | Brooklyn Nets          |
|   | Damian Lillard  | Armador                 | 30    | 6'2'' (1.88 m)  | Portland Trail Blazers |
|   | Bradley Beal    | Ala - Armador           | 27    | 6'3'' (1.91 m)  | Washington Wizards     |
|   | Jayson Tatum    | Ala                     | 23    | 6’10” (2.08 m)  | Boston Celtics         |
|   | Devin Booker    | Armador / Ala - Armador | 24    | 6'5'' (1.96m)   | Phoenix Suns           |
|   | Zach LaVine     | Ala - Armador           | 26    | 6'5'' (1.96m)   | Chicago Bulls          |
|   | Kevin Love      | Ala - Pivô              | 32    | 6'8'' (2.03m)   | Cleveland Cavaliers    |
|   | Bam Adebayo     | Pivô / Ala Pivô         | 23    | 6'9'' (2.06m)   | Miami Heat             |
|   | Draymond Green  | Ala - Pivô / Pivô       | 31    | 6'6'' (1.98m)   | Golden State Warriors  |
|   | Jrue Holiday    | Armador                 | 31    | 6'3'' (1.91m)   | Milwaukee Bucks        |
|   | Khris Middleton | Ala / Ala - Armador     | 29    | 6'7'' (2.01m)   | Milwaukee Bucks        |
|   | Jerami Grant    | Ala                     | 27    | 6'8'' (2.03m)   | Detroit Pistons        |
|   | Steve Kerr      | Treinador               |       |                 |                        |